# Architektura secesji we Włoszech
Secesja czyli styl Liberty (włoskie architettura Liberty, także modernismo) w architekturze Włoch stanowiła na przełomie XIX i XX w. ogół tendencji dążących do wyzwolenia się od historyzmu.
Styl Liberty wyróżniał się wśród europejskiej secesji dużo silniejszą akceptacją klasycyzmu. Jego powstanie wiąże się z estetyczno-społecznym programem Arte Nouva, dążącym do rozpowszechnienia sztuki wśród szerokich mas i z wykorzystaniem możliwości stworzonych przez nowoczesny przemysł. Egalitarystyczny program estetycznego socjalizmu odrzucał francuską architekturę bohemy ruchu art nouveau'. Mimo występowania belgijskich i francuskich wpływów formalnych włoska secesja wykazuje silny związek z twórczością architektów niemieckich i austriackich, co można tłumaczyć rozwojem kontaktów związanych z sojuszem politycznym oraz tym, że wielu włoskich architektów studiowało w Wiedniu, m.in. u Ottona Wagnera. Rozwój secesji włoskiej daje się opisać przez trzy etapy:
- początki, od wystąpienia pierwszych secesyjnych motywów we wzornictwie przemysłowym do wystawy sztuki w Turynie, 1896–1902
- rozkwit, trwający do wystawy w Mediolanie, 1902-1906
- etap schyłkowy trwający do około 1914, w którym secesja stopniowo łączy się z tendencjami historyzującymi, z drugiej strony ulegając krytyce architektów o tendencjach racjonalistycznych i futurystycznych.

Głównymi ośrodkami rozwoju secesji były Turyn, Mediolan i Palermo, w których przejawiała się w budownictwie mieszkaniowym jak również w obiektach reprezentacyjnych. W środkowych Włoszech natomiast miała znaczenie jedynie w miejscowościach wypoczynkowych i koloniach artystycznych, gdzie wznoszono wille i domy zdrojowe. W Rzymie secesja nie miała praktycznie znaczenia wobec wszechobecnego neobaroku, będącego demonstracją idei imperialnych.

## Wybrane przykłady secesji we Włoszech
(lista chronologiczna)
- pawilony wystawowe w Turynie, Raimondo D’Aronco, 1902
- dom własny architekta w Turynie, Pietro Fenoglio, 1902
- dom Rossi Galateri w Turynie, Pietro Fenoglio, 1903
- Palazzo Castiglioni w Mediolanie, Giuseppe Sommaruga, 1903

## Główni przedstawiciele secesji we Włoszech
- Raimondo D’Aronco
- Pietro Fenoglio
- Giovanni Michelazzi
- Giuseppe Sommaruga